# Gare des Geneveys-sur-Coffrane
La gare des Geneveys-sur-Coffrane est une gare ferroviaire située sur le territoire de la commune suisse de Val-de-Ruz dans le canton de Neuchâtel.

## Situation ferroviaire
Établie à 849,5 mètres d'altitude, la gare des Genveys-sur-Coffrane est située au point kilométrique 16,90 de la ligne Neuchâtel – La Chaux-de-Fonds – Le Locle-Col-des-Roches, entre la gare fermée de Montmollin-Montezillon (en direction de Neuchâtel) et la gare des Hauts-Geneveys (en direction du Locle).
Elle est dotée de deux voies de passage formant un point de croisement sur la ligne et de deux quais dont un central et un latéral.

## Histoire
La gare des Geneveys-sur-Coffrane a été ouverte en même temps que la section de Neuchâtel aux Hauts-Geneveys de la ligne de Neuchâtel au Locle via la Chaux-de-Fonds, le 1er décembre 1859,,,.
Du 31 août 2020 au 1er mars 2021, en raison d'une première phase de travaux de rénovation de la voie ferrée, les trains reliant Neuchâtel à la Chaux-de-Fonds furent remplacés par des autobus la nuit de 20 h 30 à 5 h 0 du matin.
Du 1er mars 2021 au 31 octobre 2021, la ligne est interrompue au trafic de manière permanente. Durant cette période, la ligne est également fermée au trafic entre le Locle et le col des Roches. L'objectif est d'assainir six tunnels dont deux de manière pérenne, à savoir les tunnels de Gibet et des Combes-Convers, qui feront partie du futur RER neuchâtelois.
Enfin, du 1er novembre 2021 au 28 février 2022, la ligne doit fermer de nouveau la nuit 20 h 30 à 5 h 0 du matin du lundi au vendredi, avec substitution par autobus.
Durant ces périodes de fermeture, il est également prévu de mettre en conformité les gares de Neuchâtel, Les Deurres et Corcelles-Peseux en rehaussant les quais à une hauteur de 55 cm afin de rendre accessible les trains de plain-pied. Le pont ferroviaire de Malakoff à la Chaux-de-Fonds doit être remplacé, la gare de Fiaz doit être construite et des sondages sont réalisés dans l'optique de transformer la section de Chambrelien à la Chaux-de-Fonds en voie verte.

## Service des voyageurs

### Accueil
Gare des CFF, elle est dotée d'un bâtiment voyageurs et d'un distributeur automatique de titres de transport sur les quais. À proximité de la gare se trouvent 22 places de stationnement.
La gare est partiellement accessible aux personnes à mobilité réduite.

### Desserte
La gare des Geneveys-sur-Coffrane est desservie toutes les demi-heures depuis le changement d'horaire de décembre 2015,,. Le BLS y assure un train IR66 par heure reliant Berne à La Chaux-de-Fonds tandis que les CFF y arrêtent un train RegioExpress (de Neuchâtel à La Chaux-de-Fonds)/Regio (de La Chaux-de-Fonds au Locle) reliant Neuchâtel à la gare du Locle.
- IR66 : Berne - Chiètres - Anet - Neuchâtel - Chambrelien - Les Geneveys-sur-Coffrane - Les Hauts-Geneveys - La Chaux-de-Fonds
- RE / R : Neuchâtel - Chambrelien - Les Geneveys-sur-Coffrane - Les Hauts-Geneveys - La Chaux-de-Fonds - Le Crêt-du-Locle - Le Locle

### Intermodalité
La gare des Hauts-Geneveys est en correspondance à l'arrêt Les Geneveys-sur-Coffrane, gare avec la ligne d'autobus 424 exploitée par les transports publics neuchâtelois qui relie Cernier à Montmollin et Rochefort.
Elle est également en correspondance avec la ligne d'autobus nocturne 154 reliant Neuchâtel à Fleurier.

## Projets
Le 21 juin 2020, les chambres fédérales ont validé le financement d'une nouvelle ligne ferroviaire directe entre Neuchâtel et la Chaux-de-Fonds, intégrée dans le cadre du programme d'investissements PRODES 2035, qui permettra d'exploiter quatre trains par heure reliant les deux gares en 14 minutes. Un point de croisement sera construit au niveau de la gare souterraine de Cernier où s'arrêteront tous les trains,,.
Dans le cadre de ce projet, la gare des Geneveys-sur-Coffrane devrait être définitivement fermée au trafic voyageurs.